# Jarville-la-Malgrange
Jarville-la-Malgrange är en kommun i departementet Meurthe-et-Moselle i regionen Grand Est (tidigare regionen Lorraine) i nordöstra Frankrike. Kommunen ligger i kantonen Jarville-la-Malgrange som tillhör arrondissementet Nancy. År 2022 hade Jarville-la-Malgrange 9 362 invånare.

## Befolkningsutveckling
Antalet invånare i kommunen Jarville-la-Malgrange
| Referens: INSEE |